# Gran Premio di superbike di Mosport 1989
Il Gran Premio di Superbike di Mosport 1989, terza prova del campionato mondiale Superbike 1989, è stato disputato il 4 giugno sul circuito di Mosport Park e ha visto la vittoria di Fred Merkel in gara 1 davanti a Raymond Roche e Reuben McMurter, mentre la gara 2 è stata vinta da Giancarlo Falappa che ha preceduto McMurter e Merkel.

## Risultati

### Gara 1

#### Arrivati al traguardo[3]
| Pos. | Nº | Pilota                | Motocicletta | Tempo     | Griglia | Punti |
| ---- | -- | --------------------- | ------------ | --------- | ------- | ----- |
| 1º   | 1  | Fred Merkel           | Honda        | 36:35.506 | 1º      | 20    |
| 2º   | 27 | Raymond Roche         | Ducati       | +0:06.109 | 9º      | 17    |
| 3º   | 64 | Reuben McMurter       | Honda        | +0:08.962 | 4º      | 15    |
| 4º   | 4  | Stéphane Mertens      | Honda        | +0:12.969 | 3º      | 13    |
| 5º   | 48 | Steve Crevier         | Yamaha       | +0:17.630 | 18º     | 11    |
| 6º   | 2  | Fabrizio Pirovano     | Yamaha       | +0:17.706 | 13º     | 10    |
| 7º   | 19 | Jari Suhonen          | Yamaha       | +0:21.532 | 5º      | 9     |
| 8º   | 76 | Mike Baldwin          | Bimota       | +0:21.703 | 17º     | 8     |
| 9º   | 21 | Anders Andersson      | Yamaha       | +0:29.133 | 12º     | 7     |
| 10º  | 47 | Tom Douglas           | Yamaha       | +0:39.441 | 16º     | 6     |
| 11º  | 63 | Michel Mercier        | Suzuki       | +1:02.070 | 19º     | 5     |
| 12º  | 24 | Paul Iddon            | Yamaha       | +1:03.393 | 20º     | 4     |
| 13º  | 34 | René Rasmussen        | Suzuki       | +1:07.405 | 22º     | 3     |
| 14º  | 35 | Wolfgang Von Muralt   | Honda        | +1:08.794 | 23º     | 2     |
| 15º  | 30 | Marino Fabbri         | Bimota       | +1:09.199 | 6º      | 1     |
| 16º  | 33 | Tom Kipp              | Yamaha       | +1:13.020 | 24º     |       |
| 17º  | 51 | Yves Brisson          | Honda        | +1:31.166 | 27º     |       |
| 18º  | 50 | Clyde Macdonald       | Kawasaki     | +1 giro   | 32º     |       |
| 19º  | 56 | Derrick Medaglia      | Suzuki       | +1 giro   | 28º     |       |
| 20º  | 52 | Johan Van Vaerenbergh | Kawasaki     | +1 giro   | 34º     |       |
| 21º  | 38 | James Adamo           | Ducati       | +1 giro   | 31º     |       |
| 22º  | 57 | Don Vance             | Suzuki       | +2 giri   | 33º     |       |
| 23º  | 46 | Steve Dick            | Suzuki       | +4 giri   | 30º     |       |

#### Ritirati
| Nº | Pilota            | Motocicletta | Giri     | Griglia |
| -- | ----------------- | ------------ | -------- | ------- |
| 41 | Jeffrey Harder    | Suzuki       | +3 giri  | 36º     |
| 55 | Steve Gervais     | Suzuki       | +5 giri  | 26º     |
| 10 | Terry Rymer       | Yamaha       | +8 giri  | 11º     |
| 77 | Giancarlo Falappa | Bimota       | +8 giri  | 2º      |
| 72 | Fabio Biliotti    | Bimota       | +10 giri | 21º     |
| 42 | David Kieffer     | Honda        | +11 giri | 29º     |
| 8  | Gary Goodfellow   | Suzuki       | +16 giri | 10º     |
| 3  | Davide Tardozzi   | Bimota       | +19 giri | 15º     |
| 11 | Roger Burnett     | Honda        | +19 giri | 14º     |
| 44 | René Delaby       | Honda        | +20 giri | 25º     |
| 45 | Miguel Duhamel    | Suzuki       | +24 giri | 7º      |

### Gara 2

#### Arrivati al traguardo[4]
| Pos. | Nº | Pilota              | Motocicletta | Tempo     | Griglia | Punti |
| ---- | -- | ------------------- | ------------ | --------- | ------- | ----- |
| 1º   | 77 | Giancarlo Falappa   | Bimota       | 34:51.715 | 2º      | 20    |
| 2º   | 64 | Reuben McMurter     | Honda        | +0:00.531 | 4º      | 17    |
| 3º   | 1  | Fred Merkel         | Honda        | +0:00.598 | 1º      | 15    |
| 4º   | 2  | Fabrizio Pirovano   | Yamaha       | +0:13.318 | 13º     | 13    |
| 5º   | 4  | Stéphane Mertens    | Honda        | +0:13.509 | 3º      | 11    |
| 6º   | 76 | Mike Baldwin        | Bimota       | +0:13.587 | 17º     | 10    |
| 7º   | 36 | Baldassarre Monti   | Ducati       | +0:13.981 | 8º      | 9     |
| 8º   | 10 | Terry Rymer         | Yamaha       | +0:19.063 | 11º     | 8     |
| 9º   | 19 | Jari Suhonen        | Yamaha       | +0:22.333 | 5º      | 7     |
| 10º  | 8  | Gary Goodfellow     | Suzuki       | +0:26.209 | 10º     | 6     |
| 11º  | 21 | Anders Andersson    | Yamaha       | +0:36.627 | 12º     | 5     |
| 12º  | 72 | Fabio Biliotti      | Bimota       | +0:46.690 | 21º     | 4     |
| 13º  | 3  | Davide Tardozzi     | Bimota       | +0:48.816 | 15º     | 3     |
| 14º  | 63 | Michel Mercier      | Suzuki       | +0:48.965 | 19º     | 2     |
| 15º  | 34 | René Rasmussen      | Suzuki       | +0:49.209 | 22º     | 1     |
| 16º  | 45 | Miguel Duhamel      | Suzuki       | +0:49.878 | 7º      |       |
| 17º  | 30 | Marino Fabbri       | Bimota       | +0:58.705 | 6º      |       |
| 18º  | 33 | Tom Kipp            | Yamaha       | +1:15.674 | 24º     |       |
| 19º  | 35 | Wolfgang Von Muralt | Honda        | +1:17.709 | 23º     |       |
| 20º  | 51 | Yves Brisson        | Honda        | +1:24.052 | 27º     |       |
| 21º  | 46 | Steve Dick          | Suzuki       | +1 giro   | 30º     |       |
| 22º  | 55 | Steve Gervais       | Suzuki       | +1 giro   | 26º     |       |
| 23º  | 50 | Clyde Macdonald     | Kawasaki     | +1 giro   | 32º     |       |
| 24º  | 56 | Derrick Medaglia    | Suzuki       | +1 giro   | 28º     |       |
| 25º  | 57 | Don Vance           | Suzuki       | +3 giri   | 33º     |       |

#### Ritirati
| Nº | Pilota                | Motocicletta | Giri     | Griglia |
| -- | --------------------- | ------------ | -------- | ------- |
| 48 | Steve Crevier         | Yamaha       | +3 giri  | 18º     |
| 52 | Johan Van Vaerenbergh | Kawasaki     | +7 giri  | 34º     |
| 24 | Paul Iddon            | Yamaha       | +16 giri | 20º     |
| 27 | Raymond Roche         | Ducati       | +17 giri | 9º      |
| 11 | Roger Burnett         | Honda        | +20 giri | 14º     |
| 44 | René Delaby           | Honda        | +21 giri | 25º     |
| 38 | James Adamo           | Ducati       | +21 giri | 31º     |